# مارك تشادويك
مارك تشادويك (9 فبراير 1963 - ) (بالإنجليزية: Mark Chadwick)‏ هو لاعب كريكت بريطاني.